# Mumio
Mumio nebo mumijo (lidově též horská pryskyřice, slzy skal, slzy hor apod., rusky  мумиё, anglicky  shilajit nebo  silajit) je hutná, lepkavá hmota připomínající dehet s rozsahem barvy od bílé po tmavě hnědou (druhá varianta je nejrozšířenější). Získává se v horských jeskyních ve střední Asii, (Kavkaz, Altaj, Tibetské pohoří). V současné době je za nejlepší a nejkvalitnějsí považováno mumio pocházející z Kyrgyzstánu,[zdroj⁠?!] kde jej ručně těží speciálně vyškolení sběrači.
Mumio je přírodní směs organických i neorganických látek snadno rozpustná ve vodě, které se sbírá ve skalních trhlinách, dutinách, výklencích v podobě amorfních vrstev, slupek, výrůstcích černé, tmavohnědé či hnědé hmoty podobné pryskyřici s občasnou příměsí písku, či štěrku.

## Původ
Dodnes není zcela věrohodně prokázáno, zda původ této látky je živočišný či geologický neboť obsahuje mnoho stop vitamínů a aminokyselin. V mumiu podobné substanci z Antarktidy byl objeven obsah derivátů glycerolu a věřilo se, že má rovněž léčebné vlastnosti. Český klub skeptiků Sisyfos uvádí, že podle dnešního názoru jsou mumio organické pozůstatky fauny a flóry, které se vzájemně v průběhu tisíciletého přirozeného procesu promísily a spojily s anorganickými skalními minerály a podle jiných autorů jde o mineralizované exkrementy horských hlodavců.

## Popis vlastností
Hmota je zmiňována ve spisech Aristotela a Avicenny (Abú Alí ibn Síná) jako prostředek antiseptický s celkově povzbuzujícími vlastnostmi užívaný na Kavkaze.
Mumio očištěné od příměsí a extrahované má podobu tmavě hnědě zabarvené homogenní hmoty, elastické konsistence, s lesklým povrchem, s osobitým aromatickým pachem a nahořklou chutí.
Specifická hmotnost 2 — 2,5, teplota tání 80°С, рН - 0,5% roztoku = 6,7 — 7, při skladování se zvyšuje na 7,5. Při uskladnění mumio postupně tvrdne v důsledku ztráty vlhkosti. Je snadno rozpustné ve vodě (1/8), málo rozpustné v 95% lihu (1/4500) a éteru (1/10000). Surové mumio musí být vyčištěno a až poté je připraveno k dalšímu použití. Postup čištění mumia je rozhodující procedurou v procesu získávání čistého mumia. Až ve fázi čištění získává mumio svou terapeutickou hodnotu.[zdroj⁠?!] Patentovaná metoda úpravy mumia dle N. M. Lavrenjuka, podle které se k čištění nepoužívají žádná organická rozpouštědla a pracuje se pouze s čistou pramenitou vodou, zaručuje trvale nejlepší a nejkvalitnější výrobu mumia.[zdroj⁠?!] Vodní roztok je čirý, temného zbavení. Mumio je tvořeno jak organickými tak neorganickými látkami a obsahuje okolo 30 makro a mikroelementů, kolem 10 různých oxidů kovů, silikátové skupiny dioxidů křemíku, anhydridy fosforu, různé organické látky a kyseliny.

## Složení
Mumio se řadí do skupiny adaptogenů, je přírodní směsí 17 aminokyselin, vitaminů ze skupiny B (B2, B6, B12), provitaminu D, organických kyselin z fosfolizované vegetace ( kyselina benzoová, kyselina hippurová, mastné kyseliny, ichthyol, triterpeny, dibenzo-α-pyrony, huminové kyseliny, fulvokyseliny). Obsahuje makroprvky (vápník, fosfor, sodík, hořčík, draslík), stopové prvky (železo, měď, kobalt, mangan, selen, zinek, molybden, aj.) Aminokyseliny obsažené ve 100% očištěném mumiu: Alfa-alanin, Arginin, Asparagin, Cystin, Fenylalanin, Glutamin, Glycin, Histidin, Isoleucin, Leucin, Lysin, Methionin, Prolin, Serin, Threonin, Tyrosin, Valin.{{zdroj}}
Léčivých vlastností mumia si poprvé všimli lovci, když zraněná zvěř vyhledávala a olizovala přírodní sedimenty mumia v horách a velice rychle se uzdravovala. Mnoho výzkumů mumia bylo provedeno v bývalém SSSR, včetně rozsáhlých klinických experimentů. Většina spolehlivých informací o mumiu pochází z ruských zdrojů.[zdroj⁠?!]
V Ajurvédské medicíně je mumio známé také jako šiladžit: „Významnou rasajánou je šiladžit. (…) je-li přípravek užíván pravidelně, pak má posilující a omlazující účinek, ovšem také upevňuje zdraví a léčí...“[zdroj⁠?!]
Výzkum provedený ve Vernadském institutu molekulární chemie v Moskvě stanovil obecný vzorec základu mumia jako Ca Si [ (K,Na) C4 H10 CH20 ]. (Chemické vyjádření neorganické složky mumia je: CaSi(K,Na)5C25H5O26 s organickou С6Н6О3).[zdroj⁠?!]
Hojivé a povzbuzující vlastnosti mumia se cení již mnoho staletí v zemích Středního východu a Indii.[zdroj⁠?!] Odedávna je mumio široce využíváno při léčení mnoha nemocí a zranění, а taktéž při povzbuzení sexuálních funkcí – léčení mužské i ženské neplodnosti, zvýšení potence.[zdroj⁠?!]

## Kritika
Český klub skeptiků Sisyfos uvádí, že „jako většina podobných ‚přírodních preparátů‘, které jsou dnes dováženy do ČR s bombastickou reklamou, nejsou preparáty z mumia považovány za lék, ale za potravinový doplněk. Údaje o jejich léčivých vlastnostech jsou nevěrohodné, protože neexistují klinické studie, které by takové účinky prokazovaly, nehledě k tomu, že složení mumia není standardní a že extrakt z něho je vzhledem k vzácnosti mumia vysoce ředěný.“